# 疥疮
疥瘡是由疥螨在人体皮肤表皮层内引起的接触性传染性皮肤病。最常見的症狀為嚴重搔癢和泛紅丘疹。偶見患者皮膚上會有疥蟎移行的痕跡。初次感染通常需要二到六週才會出現症狀，但再次感染在24小時內就會出現症狀。症狀多數影響全身，但也有可能只有影響某些特定區塊：像是手腕、手指之間，或腰部皮褶等。頭皮一般僅有小孩子才會遭到感染。搔癢的症狀一般來說會於夜間惡化，且患者常常因為不斷搔抓造成破皮，導致細菌感染、傷口惡化。
人疥蟎（Sarcoptes scabiei var. hominis），或稱疥蟲，其雌蟲是主要傳播疥瘡的病原。疥蟎會寄居在皮膚之中，以皮屑為食，並在皮膚中產卵。疥蟎會引起宿主產生過敏現象，進而產生上述的症狀。通常需要10到15隻左右的蟎，就能造成症狀。通常是因為與患者接觸（至少10分鐘）而遭到傳染，如共同居住或是性行為。帶有疥蟎的患者即使還沒出現症狀，也可能已經具備傳播疾病的能力。在幼兒園中的幼童、大家庭、養護中心和監獄等狹窄環境，都會提高疥瘡傳染的可能性。缺水的地區也有較高的可能會傳播疥瘡。結痂型疥瘡（Crusted scabies）是較嚴重的疥瘡表現，通常發生於免疫系統不全的患者，此類患者身上常常會聚居多達數百萬隻疥蟲。此類患者傳染性極強，僅需稍微接觸或是接觸病人碰過的物品即可能傳染。疥蟲非常的小，非常難以由肉眼辨識，因此大多藉由臨床症狀來協助診斷。
目前已經有許多的藥物可以用於治療疥瘡，像是：百滅寧、丁烯醯苯胺、美西乳膏或做成藥片的伊維菌素。在一個月內有過親密接觸的伴侶、居住在一起的家人、醫護人員也都建議必須接受治療。最近三天內使用的寢具與衣物都必須經過高溫洗滌跟高溫烘乾。由於疥蟲無法離開寄主三天以上，離開患者三天以上的衣物，並不需要重複洗滌。治療過程中，患者的症狀可能會持續二到四週。疥瘡相當容易重複感染，難以根治，如果再次感染，症狀會來的更加快速，須盡速治療。
疥瘡與皮癬、細菌性皮膚病為孩童最常見的皮膚病之一。截至2015年，全球至少有2.04億名疥瘡感染者，大約是全球人口的2.8%，就流行病學分析來看，感染發生機率和性別無關。老人和小孩是最常見的感染者。在发展中國家、熱帶地區也較常見。英文名「Scabies」源自拉丁文「拉丁語：」，意為「搔癢」。目前還未發現有其他生物會散播人類身上的疥蟲，但有其他動物會傳播類似的蟎蟲病，稱為毛囊蟲病。

## 病源与传播

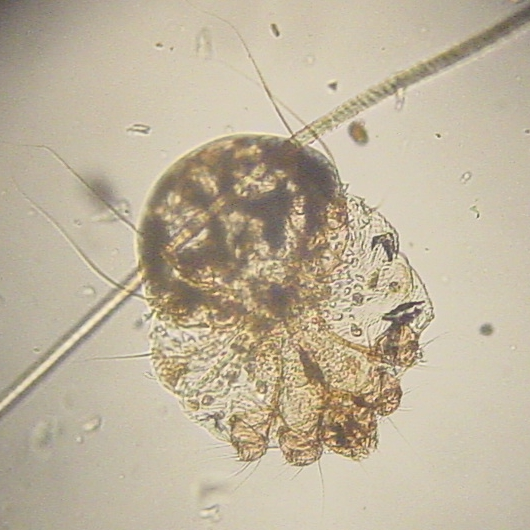
疥螨

疥疮源于疥螨或称疥虫，中国隋朝医学家巢元方在其著作《诸病源候论》中即已提及。雌疥螨在皮肤表面交配后，在角质层上挖掘隧道，然后产卵在孔穴裡。3-10天后幼虫孵出，在皮肤上活动，成蛹，随后成为成虫，可在人体皮肤上存活2-4周。雌疥螨的挖掘活动及疥螨卵在孔穴裡的存在使得皮肤出现类似过敏反应的症状，伴之而来的是难忍的奇痒。由于疥螨喜欢在夜间活动，所以晚上痒感尤甚，甚至使患者情绪烦躁，无法入睡。这种痒感使得患者不住搔痒，从而导致疥疮随搔痒而传染到其他地方，最终遍布身体各处。
疥疮通过和带有疥螨的人体，床垫，动物如猫，狗等密切接触而产生，所以家中一人患疥疮后，容易造成一家都患上疥疮。第一次传染后疥疮后当时没有症状。四到六周之后开始发作，故病人需要追溯在出现症状的以前至少一个月的时间中和谁发生了亲密的接触，例如同睡一张床，互穿衣服，发生性关系等，因为这些活动很容易造成传染，而被传染者即使无症状也需要隔离一个月左右。如果患过疥疮的人再次感染则没有潜伏期，会很快发病。

## 症状
在传染之后30-40天出现丘疹，并且有小于10个隧道会出现。这些隧道是波浪状，不易察觉的鳞状线。隧道一般长数毫米到1厘米。在隧道的末端有时候能看到长0.3到0.4毫米的白色小点，即疥螨。多数隧道和丘疹首起于手指之间的缝处，然后手腕的柔软表皮处，随之遍及腋窝和肘部，发展到腿部内侧和生殖器官附近。成人患者的头部和颈部一般不受影响，但婴幼儿也会发于头面部。所以中国民间俗语说：“疥疮像条龙，现在手上行，腰部绕三圈，腿部扎大营”。对于某些免疫功能较弱的患者，或使用类固醇类药物和携带艾滋病病毒的患者，会出现成片的鳞状疥疮，和角化有痂皮的疹子，被称为挪威疥，此时患者身上的疥螨数目远超过正常人身上的11-12只，达到近百万只。接触过的人都会出现传染。

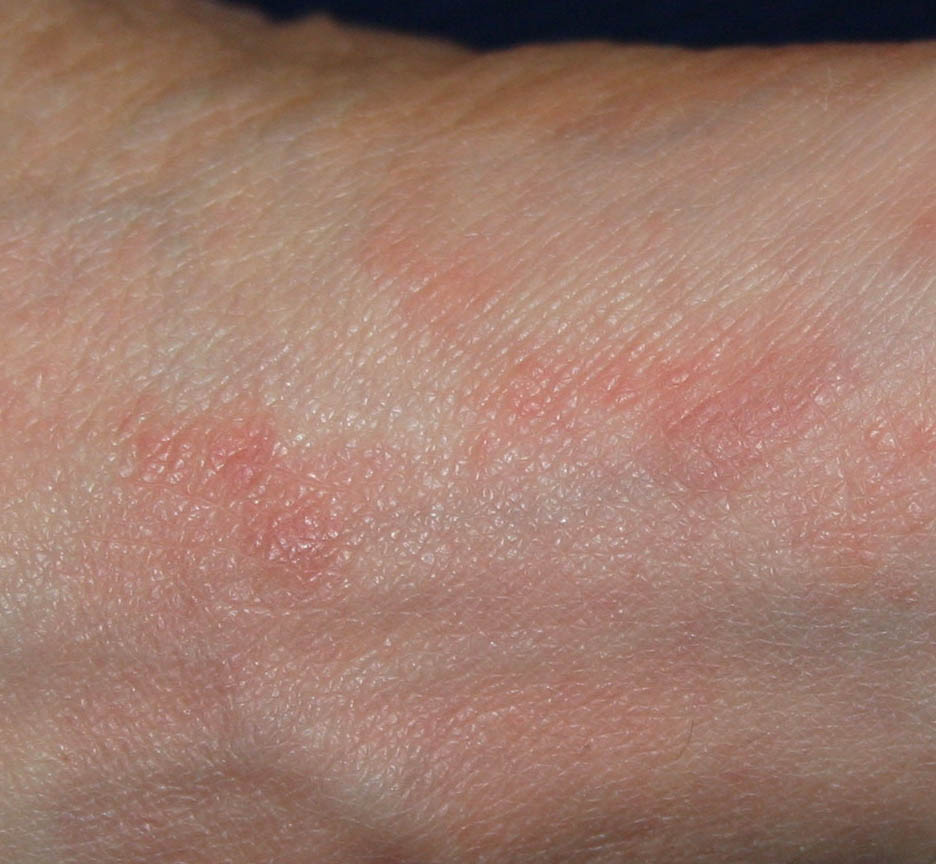
脚上的疥疮
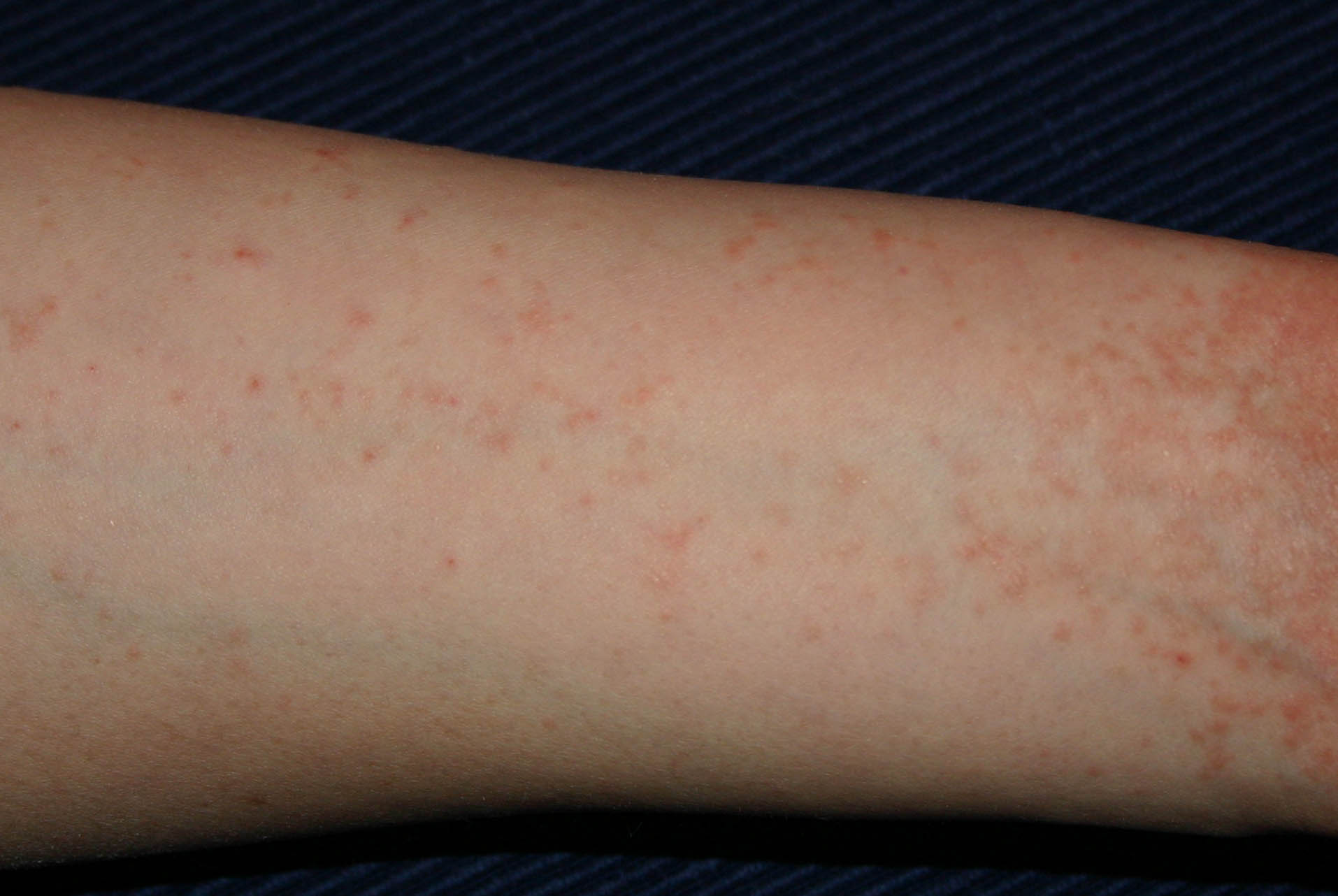
手臂上的疥疮
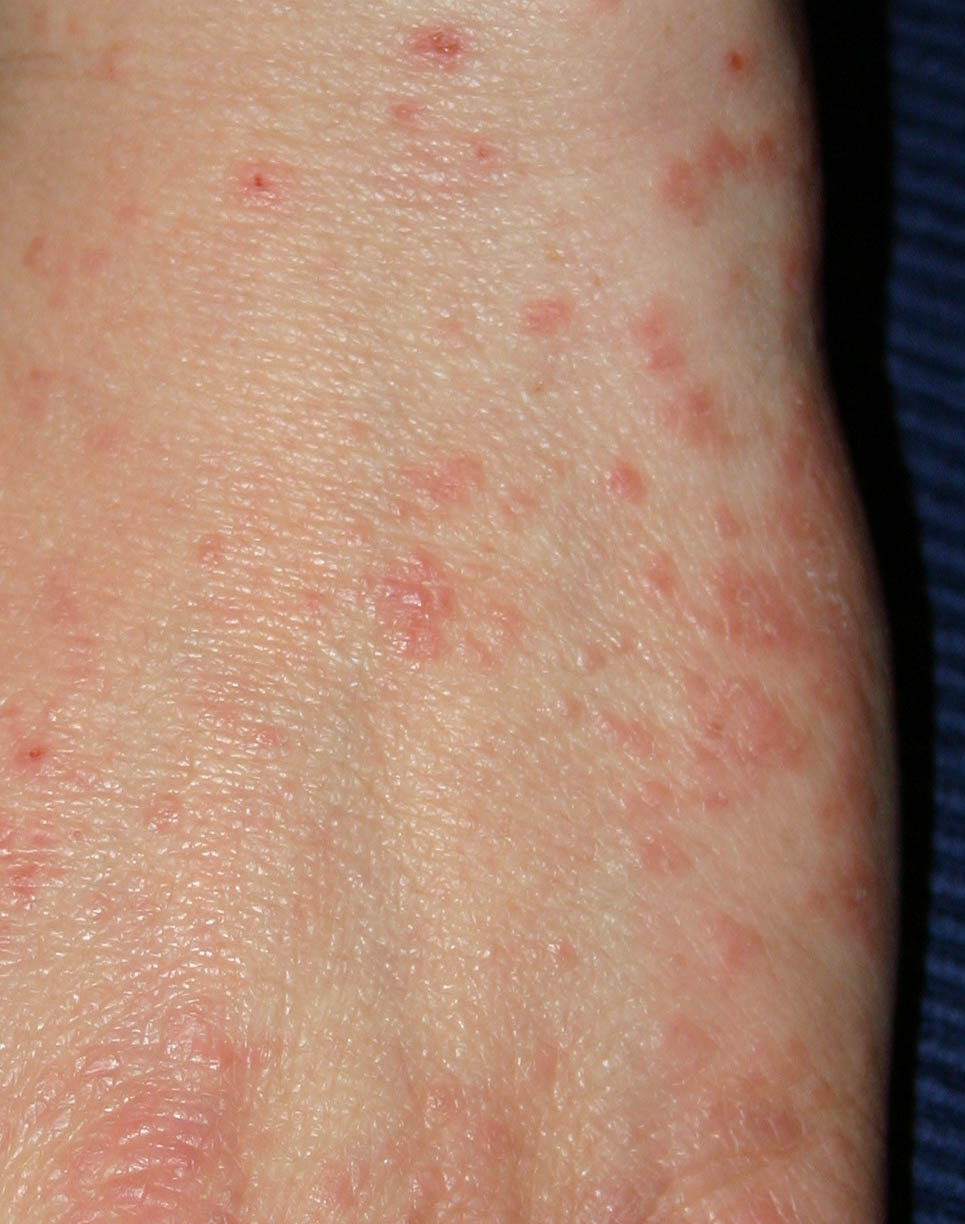
手上的疥疮
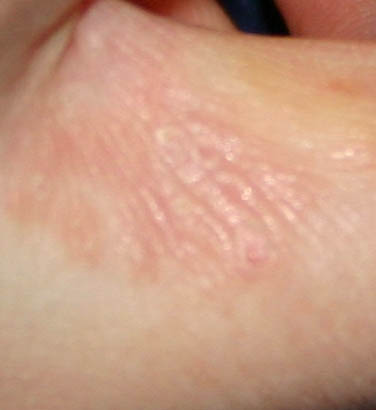
手指上的疥疮

由于疥疮的代表特征隧道和孔穴很小，又常常被抓痕所掩盖，而造成的丘疹却很是明显，故疥疮常被误诊为皮肤搔痒症或湿疹。可在怀疑为疥疮的位置涂抹墨水或四环素溶液，在特殊的灯下，疥疮的部分会发光。随后用酒精擦去溶液，被溶液涂过的地方就可以见到锯齿形或S形的隧道。为了确诊疥疮，按照美国皮肤病学学会的建议，应用一滴消毒后的甘油或矿物油滴于可疑皮肤表面，然后使用解剖刀刮下皮肤碎屑，压片制样，使用显微镜观察是否有疥螨，疥螨的卵或排泄物存在。

## 预防与治疗
由于疥螨很小，多不可见，传染后有潜伏期，发作时症状常与湿疹等其他皮肤疾病类似，所以预防和治疗都比较困难，这使得近来全世界的疥疮发病率有上升趋势，每年有3亿人罹患疥疮。
冬天皮膚乾燥 或 植皮者 ，很容易傳染疥瘡，可每天洗澡後用 油性乳液塗抹，如 綿羊油（嚴重者每天塗2~3次），5~10天左右就好了（因疥瘡是疥蟲在皮膚表面橫行鑽洞，乳液可將疥蟲黏住或堵住洞口）

### 预防
- 常焗桑拿，使用有去虫效果的洗浴液。
- 定时对使用的毛巾和衣物进行洗烫，可在热水中加入硼砂。
- 避免衣服的换穿，和床的换用。
- 一旦发现疥疮症状，应立刻通知曾频繁接触过的人，如所有家庭成员，孩子的学校等。

### 其他注意事项
除去药物治疗以外，还必须对衣物，用品，环境进行处理，疥螨离开人体后只能存活几个小时，也有的资料认为可以存活1-2周，但是在大于60摄氏度的环境中只能存活小于1小时，且冷冻条件对疥螨也是致命的，需要注意在用藥期間爲了充分保持藥效．更好殺滅疥蟲．塗藥期間應不洗澡．不換衣服，保證皮膚及衣物上沾的藥物能夠充分發揮殺蟲作用，另外，患者換下的衣褲、被單、枕巾等需要煮沸消毒．被褥等無法煮沸的物品可在太陽下曝曬消毒，也可用密閉的大塑料口袋密封暫時貯存起來，等几周後疥蟲餓死才能夠繼續使用。所以应该采取以下措施
- 清洗与热风干燥：用大于60摄氏度热水涤洗，后用大于60摄氏度热风吹干。对于不适合水洗的物品，要吹干或用熨斗熨一遍。
- 密封与冷冻：对于并非近来穿过的衣物，需要密封于塑料容器内，密封两周以上或放入冰盒冷冻一晚。
- 房间打扫：对沙发垫 地毯等要使用吸尘器，并用拖把清洗各处地面特别是卫生间地面

## 其他
- 疥疮五德：宋代《事林广记》辛集下卷《风月笑林》载陈大卿得了疥疮，被人所笑，大卿笑谈此病有五德，所以在别的病之上，因为不上人脸是仁，容易传染是义，让人叉手搔痒是礼，生于不易察觉的手指缝间是智，每天定时发作是信。风趣地描述了疥疮的特征症状。

## 註解
1. 1 2 3 4  . Center for Disease Control and Prevention. 2010-11-02  [2015-05-18]. （原始内容存档于2015-05-02）.
2. 1 2 3 4 5 6 7 8  . Centers for Disease Control and Prevention. 2010-11-02  [2015-05-18]. （原始内容存档于2015-04-29）.
3. 1 2  . World Health Organization.   [2010-10-10]. （原始内容存档于2010-10-22）.
4. 1 2 3  . World Health Organization.   [2015-05-18]. （原始内容存档于2015-05-18）.
5. ↑  Ferri, Fred F. .  2nd. Philadelphia, PA: Elsevier/Mosby. 2010. ISBN 0323076998.
6. 1 2  . Center for Disease Control and Prevention. 2010-11-02  [2015-05-18]. （原始内容存档于2015-04-30）.
7. 1 2  Vos, Theo; Allen, Christine; Arora, Megha; Barber, Ryan M.; Bhutta, Zulfiqar A.; Brown, Alexandria; Carter, Austin; Casey, Daniel C.; Charlson, Fiona J.; Chen, Alan Z.; Coggeshall, Megan. . The Lancet. 2016-10-08, 388 (10053)  [2022-11-21]. ISSN 0140-6736. PMC 5055577 . PMID 27733282. doi:10.1016/S0140-6736(16)31678-6. （原始内容存档于2019-12-07） （英语）.
8. ↑  Gates, Robert H. . Elsevier Health Sciences. 2003: 355  [2022-11-21]. ISBN 978-1-56053-543-0. （原始内容存档于2022-10-14） （英语）.
9. ↑  Dressler, Corinna; Rosumeck, Stefanie; Sunderkötter, Cord; Werner, Ricardo Niklas; Nast, Alexander. . Deutsches Ärzteblatt international. 2016-11-11. ISSN 1866-0452. PMC 5165060 . PMID 27974144. doi:10.3238/arztebl.2016.0757.
10. 1 2  . Center for Disease Control and Prevention. 2010-11-02  [2015-05-18]. （原始内容存档于2015-04-28）.
11. ↑  Andrews, Ross M.; McCarthy, James; Carapetis, Jonathan R.; Currie, Bart J. . Pediatric Clinics of North America. 2009-12, 56 (6): 1421–1440  [2021-04-22]. ISSN 1557-8240. PMID 19962029. doi:10.1016/j.pcl.2009.09.002. （原始内容存档于2021-03-08）.
12. ↑  Vos, Theo; Flaxman, Abraham D.; Naghavi, Mohsen; Lozano, Rafael; Michaud, Catherine; Ezzati, Majid; Shibuya, Kenji; Salomon, Joshua A.; Abdalla, Safa; Aboyans, Victor; Abraham, Jerry. . The Lancet. 2012-12-15, 380 (9859)  [2022-11-21]. ISSN 0140-6736. PMC 6350784 . PMID 23245607. doi:10.1016/S0140-6736(12)61729-2. （原始内容存档于2014-10-28） （英语）.
13. ↑   4. Mosby-Year Book Inc. 1994: 1395. ISBN 9780801672255.
14. ↑  Bowman, Dwight D. . Elsevier Health Sciences. 2014-03-12: 68  [2019-01-17]. ISBN 978-1-4557-3988-2. （原始内容存档于2021-08-29） （英语）.

## 外部連結
- 衛生福利部 疾病管制署–疥瘡感染症 （页面存档备份，存于）

- American Academy of Dermatology pamphlet on Scabies （页面存档备份，存于）
- Scabies FAQ from the National Pediculosis Association （页面存档备份，存于）